# Poissy
Poissy é uma comuna francesa na região administrativa da Île-de-France, no departamento de Yvelines. A comuna possui 36 745 habitantes segundo o censo de 1990.

## Hospital
- Centre hospitalier intercommunal de Poissy-Saint-Germain-en-Laye